# 1042
| [ Edytuj tabelę ]          |                                                                                             |
| Książę Polski              | - 1034 Kazimierz I Odnowiciel 1058                                                          |
| Król Angkoru               | - 1010 Surjawarman I 1048                                                                   |
| Król Anglii                | - 1040 Hardekanut 1042 - 1042 Edward Wyznawca 1066                                          |
| Król Aragonii i Nawarry    | - 1035 Ramiro I 1063                                                                        |
| Hrabia Barcelony           | - 1035 Rajmund Berengar I 1076                                                              |
| Książę Bawarii             | - 1042 Henryk VII 1047                                                                      |
| Książę Burgundii           | - 1032 Robert I 1076                                                                        |
| Cesarz Bizancjum           | - 1041 Michał V Kalafates 1042 - 1042 Zoe i Teodora 1042 - 1042 Konstantyn IX Monomach 1055 |
| Cesarz Chin                | - 1022 Song Renzong 1063                                                                    |
| Książę Czech               | - 1035 Brzetysław I 1055                                                                    |
| Król Danii                 | - 1035 Hardekanut 1042 - 1042 Magnus I Dobry 1047                                           |
| Władca Egiptu              | - 1036 Al-Mustansir 1094                                                                    |
| Król Francji               | - 1031 Henryk I 1060                                                                        |
| Król Gruzji                | - 1027 Bagrat IV 1072                                                                       |
| Hrabia Holandii            | - 1039 Dirk IV 1049                                                                         |
| Cesarz Japonii             | - 1036 Go-Suzaku 1045                                                                       |
| Kalif                      | - 1031 Al-Ka’im 1075                                                                        |
| Król Kastylii              | - 1035 Ferdynand I Wielki 1065                                                              |
| Wielki książę Kijowa       | - 1019 Jarosław Mądry 1054                                                                  |
| Patriarcha Konstantynopola | - 1025 Aleksy I Studyta 1043                                                                |
| Władca Korei               | - 1034 Chŏngjong 1046                                                                       |
| Król Leónu                 | - 1037 Ferdynand I Wielki 1065                                                              |
| Król Norwegii              | - 1035 Magnus I Dobry 1047                                                                  |
| Książę Obodrzyców          | - 1029 Racibor 1043                                                                         |
| Hrabia Palatynatu          | - 1034 Otto I ze Szwabii 1045                                                               |
| Papież                     | - 1032 Benedykt IX 1045                                                                     |
| Hrabia Portugalii          | - 1028 Mendo III 1050                                                                       |
| Książę Saksonii            | - 1011 Bernard II 1059                                                                      |
| Król Szkocji               | - 1040 Makbet 1057                                                                          |
| Król Szwecji               | - 1022 Anund Jakub 1050                                                                     |
| Doża Wenecji               | - 1032 Domenico Flabanico 1043                                                              |
| Król Węgier                | - 1041 Samuel Aba 1044                                                                      |

Rok 1042 / MXLII
stulecia: X wiek ~
XI wiek ~
XII wiek

lata: 1032 «
1037 «
1038 «
1039 «
1040 «
1041 «
1042
» 1043
» 1044
» 1045
» 1046
» 1047
» 1052

## Wydarzenia na świecie
- 19 kwietnia – cesarz bizantyński Michał V Kalafates wygnał swoją przybraną matkę Zoe, co doprowadziło do rewolty społecznej i jego obalenia.
- 11 czerwca – Konstantyn IX został cesarzem Bizancjum.

- Powrót królewskiej linii Wesseksu na tron angielski, Edward Wyznawca został królem Anglii.

## Urodzili się
- Bolesław II Szczodry – król Polski, syn Kazimierza Odnowiciela (data sporna lub przybliżona) (zm. 1082 lub 1081)
- Furong Daokai – chiński mistrz chan ze szkoły caodong (zm. 1118)

## Zmarli
- 8 czerwca – Hardekanut, król Danii i Anglii (ur. ok. 1018/1019)